# Willy Damson

Willy Damson

Wilhelm „Willy“ Damson (* 22. Januar 1894 in Germersheim am Rhein; † Dezember 1944 in Dachau) war ein deutscher Politiker (NSDAP).

## Leben und Wirken
Nach dem Besuch der Volksschule und eines humanistischen Gymnasiums absolvierte Willy Damson eine Banklehre, um anschließend bis 1924 im Bankgeschäft zu arbeiten. Danach war er bis 1933 als selbständiger Kaufmann tätig.
Damson trat zum 1. Oktober 1930 in die NSDAP ein (Mitgliedsnummer 336.620) und engagierte sich von 1933 bis 1934 in der Deutschen Arbeitsfront. Von 1933 bis 1934 saß er zudem im Gemeinderat der Stadt Kehl am Rhein. Im Februar 1934 wurde er Mitarbeiter im Reichsrevisionsamt der NSDAP, wo er als Reichsoberrevisor tätig war. Einige Tage nach der Röhm-Affäre, in deren Verlauf große Teile der Führungskader der SA liquidiert oder verhaftet wurden, wurde Damson am 4. Juli 1934 in der Obersten SA-Führung Führer des Verwaltungsamtes und zugleich kommissarischer Kassenführer. Später wurde er Leiter des Reichshaushaltsamtes der Reichsleitung der NSDAP.
Anschließend war Damson bis 1943 Leiter des Hauptamtes II (Reichshaushaltsamt) beim Reichsschatzmeister der NSDAP. Zudem amtierte er als Oberdienstleiter der NSDAP, Beauftragter des Reichsschatzmeisters im Ausschuss für HJ-Heimbeschaffung und seit dem 13. Januar 1942 auch in Volkstumsfragen.
Von März 1936 bis zum Erlöschen seines Mandates am 22. März 1944 saß Damson als Abgeordneter im nationalsozialistischen Reichstag, in dem er zunächst bis April 1938 den Wahlkreis 15 (Osthannover) und dann bis zu seinem Ausscheiden den Wahlkreis 18 (Westfalen Süd) vertrat.
1944 wurde Damson, der seit dem 30. Januar 1939 Inhaber des Goldenen Ehrenzeichens der NSDAP war, aufgrund eines Falles von Korruption bei der Germanischen Leitstelle in Brüssel verhaftet und ins KZ Dachau eingeliefert, in dem er im Dezember desselben Jahres umkam.